# Svoboda
Den Al-ukrainske union "Svoboda" eller bare Svoboda (dansk: Frihed) (ukrainsk: Всеукраїнське об'єднання «Свобода», tr. Vseukraіnske obednannja "Svoboda") er et ukrainsk nationalistparti med fodfæste i det vestlige Ukraine, der stiftedes i 1991 som Ukraines Social-Nationale Parti (ukrainsk: Соціал-національна партія України). Partiets leder siden februar 2004 er Oleg Tjagnibok og partiet hører til den europæiske paraplyorganisation Alliancen for europæiske nationale bevægelser.
Tilslutningen til partiet er vokset fra 0,76 % ved parlamentsvalget i 2007 til næsten 40 % i nogle valgkredse under parlamentsvalget i 2012. I tre oblaster, Ivano-Frankivsk, Lviv og Ternopil, er partiet størst. Forud for parlamentsvalget i 2012 indgik Svoboda i koalition med Julia Timosjenkos parti Fædrelandsforbundet. Dette resulterede i Svoboda fik 37 medlemmer i parlamentet, hvor de har været i håndgemæng i mødesalen og deltaget i fysiske slagsmål.
Svobodas blå/gule faner med tre udstrakte fingre, et symbol på den anti-sovjetisk frihedskamp under sovjettiden, blev set i stort tal ved Euromajdandemonstrationerne.
Svoboda anses af flere for at være fremmedfjendsk; således smed det svenske parti Sverigedemokraterna deres gruppeleder i Halland Oleg Datsishin ud af partiet for at have "Liked" partiet på Facebook og dermed overtrådt SDs nultolerance mod ekstremister og racister.

## Ideologi og kernespørgsmål
Svoboda er et højrepopulistisk nationalistisk parti, der tilhører samme europæiske paraplyorganisation, Alliancen for europæiske nationale bevægelser, som det britiske BNP og det ungarske Jobbik. Partiet var i 2005 med til at stifte Euronat, hvor blandt andet det franske Front National er medlem.
Svoboda vil forbyde homoseksualitet og indvandring, gøre våbenbesiddelse til en rettighed for alle, samt forbyde ”ukraniafobi”. Partiets sympatisører gennemtvang at Kievs prideparade i 2012 måtte indstilles. Festivalen stoppedes på grund af direkte trusler om vold fra partiets gadehooligans som tidligere havde sprøjtet tåregas på homoseksuelle. Partilederen Tjagnibok har udtalt sig groft antisemitisk, blandt andet at Ukraine styres af en ”moskovit-jødisk” mafia og at det skal være slut med ”den ukrainske organiserede jødedoms kriminelle aktiviteter”. Det jødiske Simon Wiesenthalcenter placerede 2013 partilederen Oleg Tjagnibok på femte pladsen på listen over verdens værste antisemitter.
Svoboda har en historieopfattelse hvor ukrainske ultranationalister som f.eks. Stepan Bandera og Roman Sjuchevitj forherliges og deres medvirken til massemord på etniske minoriteter som polakker og jøder fornægtes. Denne dagsorden adskiller Svoboda fra Viktor Jusjtjenko, som afgik fra præsidentposten i 2010.

## Historie
Frem til sommeren 2004 var partiet med i den af Viktor Jusjtjenko styrede koalition Vores Ukraine - Folkets Selvforsvar Blok. Partiets symbol var et hagekors sammen med andre nazi–symboler. Men før præsidentvalget 2004 byttede partiet symbol og navn til Svoboda. Partiets da nyvalgte leder Oleg Tjagnibok proklamerede på et møde i Karpaterne 20 juli, at Ukraine var blevet ”renset for russere og jøder” under anden verdenskrig, hvilket han syntes var godt. Efter denne udtalelse måtte partiet træde ud af koalitionen.

### Valgresultater
- Parlamentsvalget 2006
- Parlamentsvalget 2007
- Præsidentvalget 2010
(Oleg Tjagnibok)
- Lokalvalg 2010
- Parlamentsvalget 2012

### Partiledere
- Yaroslav Andrushkiv 1995–2004
- Oleg Tjagnibok 2004-

## Svobodas politikere
- Iryna Farion, (1964-)
- Yuri Ilyenko, (1936-2010) filmregissør.
- Sydor Kizin, (1975-) leder af Zjytomyrs regionale organisation.
- Jurij Michaltjisjin, parlamentsmedlem har blandt andet oversat bøger af Joseph Goebbels.[16]
- Taras Osaulenko, partiets internationale sekretær. Han var en af de indbudte talere ved Svenskarnas Partis internationale møde Vision Europa 2013 i Stockholm i marts 2013.
- Ihor Tenyukh, (1958-) tidligere kommandant for Ukraines Orlogsflåde.
- Oleg Tjagnibok, (1968- ) partileder siden 2004.